# Museo Ferroviario de Chaves
El Espacio Museológico de Chaves está situado en el centro de la ciudad de Chaves, Barrio de Santa Maria Maior, en el antiguo espacio ferroviario, ocupando las instalaciones de la antigua cochera de la estación, término de la Línea del Corgo.

## Colección
- Locomotora Y 161 (1905)
- Locomotora Y 41 (1904)
- Locomotora Y 203 (1911)
- Cuadriciclo motorizado (comienzos de la década de los 30)
- oficina postal APEyf 27 (1954)
- Bomba de incendio manual
- Vagón de bordes bajos 3885014
- Vagón de bordes bajos 3886004